# Снежная революция (2011)
Снежная революция — события в Южной Осетии в ноябре-декабре 2011 года, происходившие после второго тура президентских выборов 2011 года.

## История
Начало событий — 27 ноября 2011 года, когда состоялся второй тур президентских выборов, участвовали два кандидата. Анатолий Бибилов и Алла Джиоева вышли во второй тур; по неполным данным 27 ноября лидировала Джиоева с 56 % против 40 % у Бибилова. Автором термина стал корреспондент «Коммерсанта» Заур Фарниев, который вел репортаж в Твиттере под хэштагом #снежнаяреволюция.

## Хроника
- 27 ноября — второй тур выборов президента РЮО.
- 28 ноября — председатель Верховного суда Ацамаз Биченов сообщил, что Верховный суд запретил ЦИК объявлять результаты голосования, получив жалобу партии Билибова «Единство» на действия сторонников Джиоевой[1]. ЦИК объявил предварительные результаты голосования, по которым более 56 % голосов получила Джиоева[2].
- 29 ноября председатель Верховного суда Ацамаз Биченов сообщил, что Верховный суд принял решение признать выборы, состоявшиеся 27 ноября, недействительными[3].
- 30 ноября Джиоева объявила себя избранным президентом и сформировала Государственный совет[4].
- 1 декабря — разбит палаточный лагерь у Дома правительства
- 3 декабря — оппозиция потребовала отставки Эдуарда Кокойты, на 10 декабря намечена церемония вступления в должность Джиоевой[5][6]
- 6 декабря Верховный суд рассмотрел жалобу Джиоевой на решение от 29 ноября и оставил её без удовлетворения[7].
- 9 декабря — Кокойты и Джиоева подписывают соглашение об уходе протестующих с площади в Цхинвале, отставке Кокойты, проведении выборов 25 марта[8] и праве Джиоевой в них участвовать, временном исполнении обязанностей президента премьером Бровцевым, представлении парламенту об отставке Генерального прокурора и Председателя Верховного суда[9].
  - Парламент не поддержал увольнение Генпрокурора и Председателя Верховного суда республики, поставив под угрозу срыва достигнутое при посредничестве российского представителя соглашение.
  - Джиоева сообщила, что в таком случае может отозвать свою подпись под соглашением.
- 10 декабря — Эдуард Кокойты подал в отставку[10]. До повторных выборов, назначенных на 25 марта 2012 года исполняющим обязанности президента стал премьер-министр Южной Осетии Вадим Бровцев[11].

## Отклики
- Глава ЦИК Абхазии заявил, что Верховный суд ЮО незаконно вмешался в работу ЦИК ЮО[12].